# Пикетто-Фратин, Джильберто
Джильберто Пикетто-Фратин (итал. Gilberto Pichetto Fratin; род. 4 января 1954 года, Вельо, Пьемонт) — итальянский политик, член партии «Вперёд, Италия». Министр окружающей среды и энергетической безопасности Италии (с 2022 года).

## Биография
Родился в 1954 году в Вельо. Получил высшее предпринимательское образование, преподавал банковское дело, предпринимательство и бухгалтерию в технических лицеях. В 1975—1980 годах был депутатом коммунального совета Джиффленги, с 1985 по 1994 год — сотрудник администрации и вице-мэр Биеллы. В 1995 году в качестве кандидата от партии «Вперёд, Италия» избран в региональный совет Пьемонта, с 1997 года отвечал в региональной администрации за промышленность, ремёсла и торговлю. В 2000 году после новых выборов сохранил эту должность, в 2005 году вновь избран депутатом регионального совета.
Возглавлял фракцию партии «Вперёд, Италия» в региональном совете Пьемонта, в 2008 году избран в Сенат Италии по списку «Народа свободы», в 2014 году возглавил региональное отделение возрождённой партии «Вперёд, Италия».
В 2013—2014 годах занимал должность вице-губернатора Пьемонта.
В 2018 году вернулся в Сенат.
24 февраля 2021 года назначен заместителем министра экономического развития в правительстве Драги.
25 сентября 2022 года состоялись досрочные парламентские выборы, по итогам которых прошёл в Палату депутатов Италии по списку коалиции правоцентристских партий от 2-го многомандатного избирательного округа Пьемонта.
22 октября 2022 года при формировании правительства Мелони получил портфель министра окружающей среды и энергетической безопасности.